# Trichothelium horridulum
Trichothelium horridulum är en lavart som först beskrevs av Johannes Müller Argoviensis, och fick sitt nu gällande namn av R. Sant. Trichothelium horridulum ingår i släktet Trichothelium och familjen Porinaceae.   Inga underarter finns listade i Catalogue of Life.